# 福井仁士
福井 仁士（ふくい まさし、1938年1月 - 2007年12月7日）は、日本の脳神経外科学者。九州大学名誉教授。

## 経歴
福岡県柳川市に生まれる。福岡県立修猷館高等学校を経て、1962年九州大学医学部を卒業。九州大学在学中は柔道部に所属し、七帝柔道の名手として知られた。
インターンとして1年間、秋田県の大館公立病院で実地修練の後、1963年三宅博教授の九州大学医学部第一外科に入局するとともに、九州大学大学院博士課程医学系研究科外科系専攻に進学。1966年10月医学部附属脳神経病研究施設に外科部門が新設され、当時の第一外科北村勝俊講師が初代教授として就任するのに伴い、将来の道を脳神経外科と定め新設の脳神経外科に移籍。1968年9月助手となり、1972年4月から1973年4月にかけてドイツに留学しケルンのマックス・プランク脳研究所において研究。帰国後、1975年5月講師となる。
1978年4月宮崎医科大学（現・宮崎大学医学部）脳神経外科助教授に就任。1980年10月九州大学医学部附属脳神経病研究施設外科部門助教授を経て、1986年8月同教授に就任する。1988年4月から1990年3月、および1996年4月から1998年3月には脳神経病研究施設長を務めている。
2001年3月定年退官。その後、佐世保共済病院院長に就任する。

## 著書
- 編集『脳神経外科発展史』 医学書院、2003年